# 米良重方
米良 重方（めら しげかた）は、戦国時代から安土桃山時代の武将。日向伊東氏の家臣。日向国諸県郡須木城主。三ツ山地頭。

## 概要
須木米良氏は、肥後菊池氏の末裔と言われ、日向伊東氏の怨霊を払う神社の大宮司職を務める家系。薩摩国島津氏と接する小林村（現・宮崎県小林市真方）に小林城を作るよう命じられ、かつその城主にも任命され須木城と小林城を領有することになる。
永禄9年（1566年）10月26日（永禄10年10月25日説も）、築城中の小林城に島津義久・義弘・歳久が攻め寄せた際、重方は弟・矩重と共に奮戦。須木城からの援軍を得て、多くの島津軍の将兵を討ち取り、義弘は重傷を負い島津軍は放逐された。

永禄11年（1568年）、飫肥での戦い（第九飫肥役）において、伊東方の代表として島津方の北郷忠顕と戦後交渉を行い、島津軍の撤退と飫肥領の割譲を実現させ、知勇兼備の将と謳われた。この頃に野首城も賜る。

元亀3年（1572年）5月4日、木崎原の戦いに出陣。加久藤城攻めに失敗した伊東軍の殿軍となり戦死。首は、義弘による首実検の後、米良家の菩提寺である一麟寺に送り届けられた。

## 備考
- 首級の弔われた墓は「米良筑後守の墓」として小林市指定・史跡に、送り届けられた際の首桶は小林市指定・有形文化財になっている。